# 分節胞子嚢

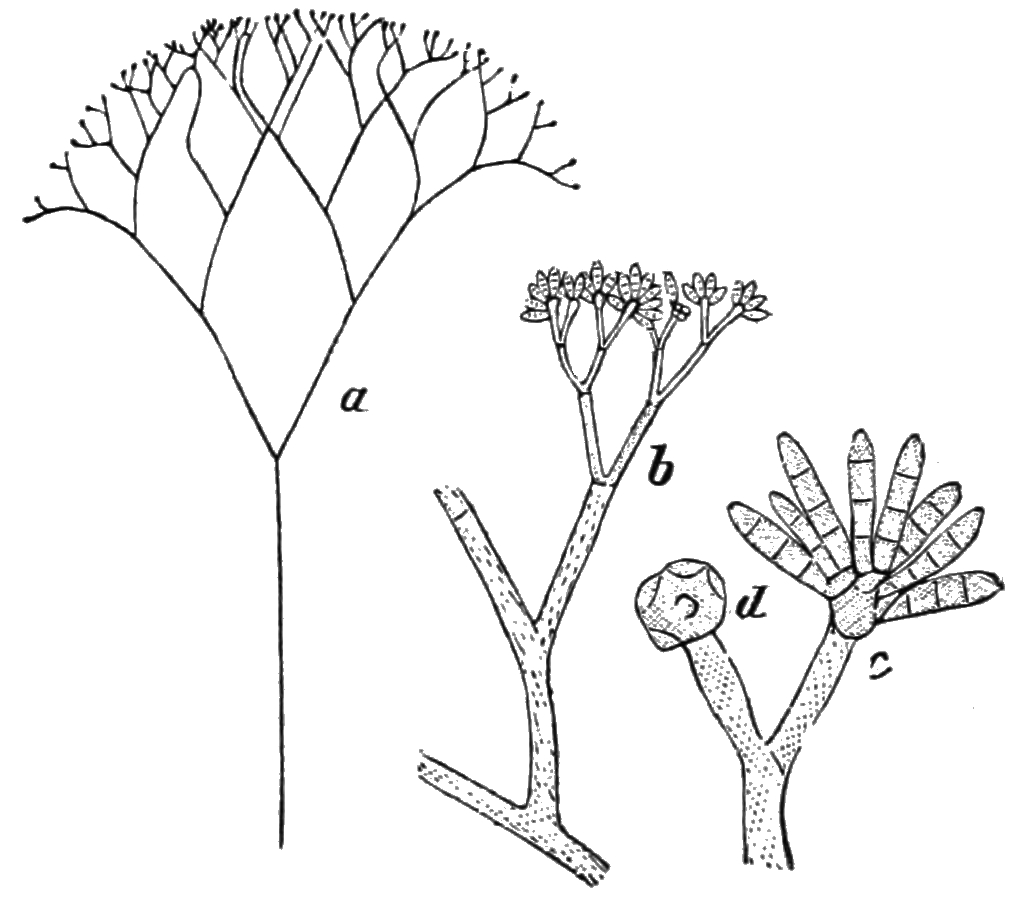
エダカビの1種・Piptocephalis frescaeniana

分節胞子嚢（ぶんせつほうしのう）とは、胞子嚢に由来する構造の一つで、全体が節に分かれて散布されるものである。接合菌類の一部に見られる。

## 構造
分節胞子嚢(merosporangium)というのは、接合菌の一部に見られる、特殊な胞子嚢である。胞子嚢が棒状になり、その全体が節に分かれて散布されることからその名がある。
代表的なものはケカビ目ハリサシカビモドキ科のハリサシカビモドキ(Syncephalastrum)に見られる。このカビは、よく発達した菌糸体を形成し、上向きに伸びる柄の先端がふくらんで頂のうを形成し、その表面に分節胞子嚢をつける。はじめは頂嚢の表面一面に棒状の突起を生じる。この棒状のものが成長すると、その内部の細胞質が分かれ、棒の内部に1列に細胞がならんだ状態になる。この細胞が胞子嚢胞子である。胞子嚢胞子が成熟すると、胞子の間の胞子嚢壁が壊れ、それぞれの胞子は側面を胞子嚢壁で包まれた形でばらばらになる。
この状態でこのカビを観察すると、分節胞子嚢柄の先端の頂嚢の表面に、胞子の数珠がならんでいるように見え、コウジカビと見誤る場合がある。コウジカビの場合は分生子が出芽によって作られ、次第にその数を増すので、形成過程を見れば区別は簡単である。

## その他の例
ハリサシカビモドキとほぼ同じような分節胞子嚢は、トリモチカビ目のエダカビ科に属するエダカビ(Piptocephalis)とハリサシカビ(Syncephalis)に見られる。
ハリサシカビは主としてケカビ目菌類を宿主とする菌寄生菌である。細い菌糸を伸ばし、所々で宿主の菌糸に吸器を侵入させる。分節胞子嚢柄はほとんど分枝せず、根本には仮根状菌糸があって柄を固定し、上の端には頂嚢があり、そこに分節胞子嚢をつける。分節胞子嚢の配置は種によって様々である。ハリサシカビモドキと異なる点として、ハリサシカビでは、分節胞子嚢に分枝がある場合が知られる。たとえば主軸となる細長い胞子嚢の基部から、主軸と同じような数本の分枝が生じる。その全体が胞子に分かれてばらばらに散布されるものもあれば、基部の細胞は胞子とならないものもある。また、一部の種では基部の胞子の部分が生じた後、次の胞子の部分が出芽状に生じ、そのようにして全体の胞子の分が出来た後に分節を生じるものがある。エダカビは分節胞子嚢についてはハリサシカビに似て、分節胞子嚢柄が数回の2又分枝をするのが特徴である。
2胞子の分節胞子嚢を特徴とするのがディマルガリス目のものである。3属ほどが知られており、いずれもがケカビ類の条件的寄生菌である。胞子形成部はは樹枝状に分枝し、先端の2節が胞子となる。
さらに、キクセラ目では単胞子の分節胞子嚢が形成される。この目に属する、キクセラ科の諸属では、それぞれその形は様々であるが、いずれも独特の胞子形成のための横枝を出し、これをスポロクラディア（sporocladium）と呼ぶ。スポロクラディアには紡錘形の細胞がならび、その先端から出芽するようにして胞子が形成される。胞子形成細胞は、その形態が不完全菌の分生子形成細胞であるフィアライドに類似することから、偽フィアライドとよばれる。そこから出芽して生じる細胞は、単細胞ではあるが、胞子を一つだけ含む分節胞子嚢であるとの判断が古くからなされて来た。

## 系統関係
上記の4グループは、かつてはケカビ目に所属するものと考えられ、胞子嚢の形態的共通性からMerosporangipherous Mucoralesという名でまとめて扱われた。当然ながら系統的関係が強いものとの判断であった。ハリサシカビモドキがもっとも先祖型に近く、これからエダカビ類とディマルガリス類が出て、そしてキクセラ類がもっとも発展した型であると考えられていた。
しかし、菌糸体や接合の様子など、様々な特徴による判断から、現在では、これらはそれぞれに離れた位置に分類されている。しかしながら、その中で、これらの胞子嚢構造の共通性が奇妙である。たとえばトリモチカビ目には分節的に胞子を形成するものは他にもあるが、それらは分節胞子嚢とは考え難い。たとえば、現在はトリモチカビ目に所属されるヘリコケファルム(Helicocephalum)は、基質から伸びた柄の先端の螺旋状の部分が分節することで胞子が形成される。このグループは、かつてはケカビ目に所属されていたもので、ケカビ目は胞子嚢を形成するものなので、その胞子は分節胞子嚢とされたこともあったが、その時期にもMerosporangipherous Mucoralesには含められなかった。現在ではその胞子の素性は不明ながらも、分節胞子嚢であると考えられることが少ない。それだけに、上記4グループの胞子嚢の共通性が目立ったということであろう。したがって、これら4グループがそれぞれ独立の位置であると考えられる現在、それらの関係や、分節胞子嚢の出現については、全くの謎である。
なお、このグループ以外との関係が言及される例として、同じ接合菌門のトリコミケス綱ハルペラ目のものが形成する胞子であるトリコスポアとキクセラ類の分節胞子嚢に直接の相同性があるとの指摘がある。詳しくはキックセラ亜門などを参照。